# Modicogryllus confirmatus
Modicogryllus confirmatus är en insektsart som först beskrevs av Walker, F. 1859.  Modicogryllus confirmatus ingår i släktet Modicogryllus och familjen syrsor. Inga underarter finns listade i Catalogue of Life.